# Aeroflot-Flug 1491
Am 18. Mai 1972 verunglückte eine vollbesetzte Antonow An-10 auf dem innersowjetischen Linienflug Aeroflot-Flug 1491 von Moskau beim Anflug auf Charkiw, wobei alle 122 Insassen starben. Dies war der opferreichste und zugleich letzte Unfall einer An-10. Für einen Flugunfall in der Sowjetunion sehr ungewöhnlich, wurde der Unfall auch in der britischen Boulevardzeitung The Sun erwähnt.

## Flugzeug und Insassen
Das Flugzeug war eine Antonow An-10 (Luftfahrzeugkennzeichen CCCP-11215, Werknummer: 0402502), die ab dem 3. Februar 1961 bis zum Unfall 15485 Flugstunden und 11106 Flugzyklen absolviert hatte.
Die Besatzung bestand aus Flugkapitän Wladimir Afanasjewitsch Wasilzow, dem Ersten Offizier Andrei Jefimowitsch Burkowski, dem Flugingenieur Wladimir Sergejewitsch Tschtschekin, dem Navigator Alexander Stefanowitsch Grischko, dem Funker Konstantin Wladimirowitsch Peresetschanski und den Flugbegleiterinnen Lidija Sidorowna Danschina und Ljudmila Demjanowna Kuleschowa. Darüber hinaus befand sich der MWD-Polizist Iwan Leontjewitsch Medwedjuk an Bord.

## Verlauf
Nach dem Start um 10:39 Uhr stieg die An-10 auf eine Reiseflughöhe von 7.200 m. Nachdem sie Kursk überflogen hatte, nahmen die Piloten Kontakt mit der Flugverkehrskontrolle in Charkiw auf und begannen den Sinkflug, um auf 4.500 m das Ungerichtete Funkfeuer Gotnja zu überfliegen. Nachdem dies um 11:43 Uhr geschehen war, erhielten sie die Freigabe, auf 1.500 m zu sinken. Als ein Fluglotse versuchte, die Piloten per Funk zu erreichen, erhielt er keine Antwort; stattdessen verschwand um 11:53 Uhr das Radarsignal des Flugzeugs.
Noch während das 400–500 km/h (IAS) schnelle Flugzeug mit 6 m/s sank – genauer konnte es wegen des fehlenden Bandes des Flugdatenschreibers nicht bestimmt werden – bogen sich auf 1.700 m Höhe plötzlich beide Tragflächen nahezu gleichzeitig nach oben und brachen ab. Der Rumpf schlug in einem Wald nahe Ruska Losowa und 30 km nördlich des Flughafens auf, während weitere Trümmer auf einer Fläche von 2160 × 765 m verstreut waren.
Zum Unfallzeitpunkt war das Wetter gut. Es gab nur vereinzelt Wolken zwischen 1.500 und 2.500 m und leichte Turbulenzen unter 2.500. Die Sichtweite betrug 10 km und die Temperatur +27 °C.

## Ursache
Der Verlust beider Tragflächen wurde auf Ermüdungsrisse an der Unterseite der Tragflächenmitte zurückgeführt, die wiederum die Stringer und ihre Ummantelung schwächten. Begünstigt wurde der Unfall durch das Alter des Flugzeugs, das bald seine maximale Betriebsdauer erreicht hätte,
die Konstruktion sowie Methoden und Vorschriften. Um die Risse zu entdecken, hätte man die Abdeckung der Stringer entfernen und ersetzen müssen, und weil das Konstruktionsbüro auch keine Ansätze für dieses Problem hatte, blieben sie trotz Wartung unentdeckt.
Bereits im Jahr zuvor war eine An-10 durch Tragflächenversagen abgestürzt, und nach dem letzten Unfall wurden bei weiteren An-10 ähnliche Risse gefunden, weswegen Aeroflot den Betrieb mit diesem Typ einstellte (siehe auch Aeroflot-Flug 1969).